# Selous
Selous – jeden z największych rezerwatów fauny na świecie, położony na południowym wschodzie Tanzanii. Nazwany został na cześć angielskiego podróżnika Fredericka Selous, który w 1917 roku zginął na tym terenie walcząc z Niemcami w czasie I wojny światowej. W 1982 roku rezerwat został wpisany na listę światowego dziedzictwa UNESCO ze względu na bogactwo występujących tu gatunków roślin i zwierząt oraz dziewiczą przyrodę.
Rezerwat obejmuje obszar 54 600 km². Zwierzęta typowe dla obszarów sawanny (m.in. słonie, hipopotamy, likaony i krokodyle) występują tu często w większej liczbie niż w jakimkolwiek innym afrykańskim parku.
Obszar Selous przeznaczono na rezerwat zwierzyny łownej w 1905 roku. Współcześnie park ma duże znaczenie dla turystyki, chociaż większość jego obszaru jest rzadko odwiedzana przez ludzi, odstraszanych obecnością muchy tse-tse.
Turystyka koncentruje się w okolicach rzeki Rufidżi oraz kanionu Stiegler, w pobliżu którego zlokalizowano większość miejsc noclegowych.
W odróżnieniu od innych rezerwatów w Afryce, w parku Selous dozwolona jest turystyka piesza.

## Galeria

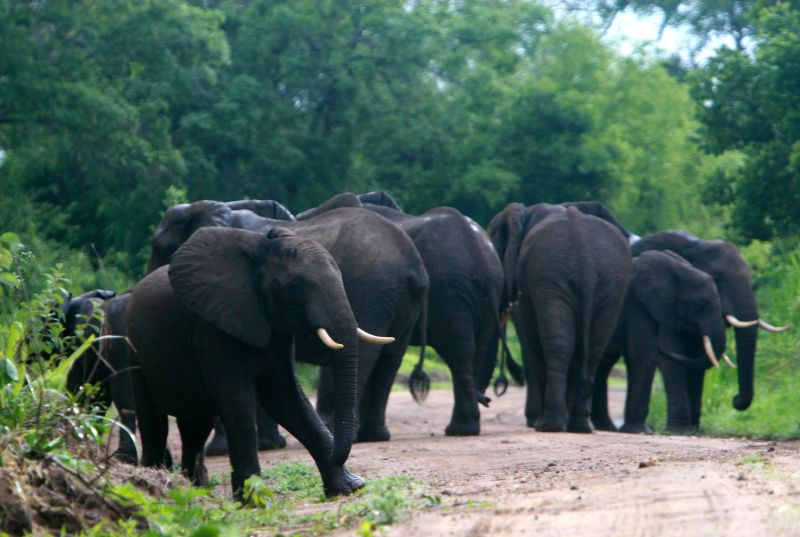
Słonie w parku Selous
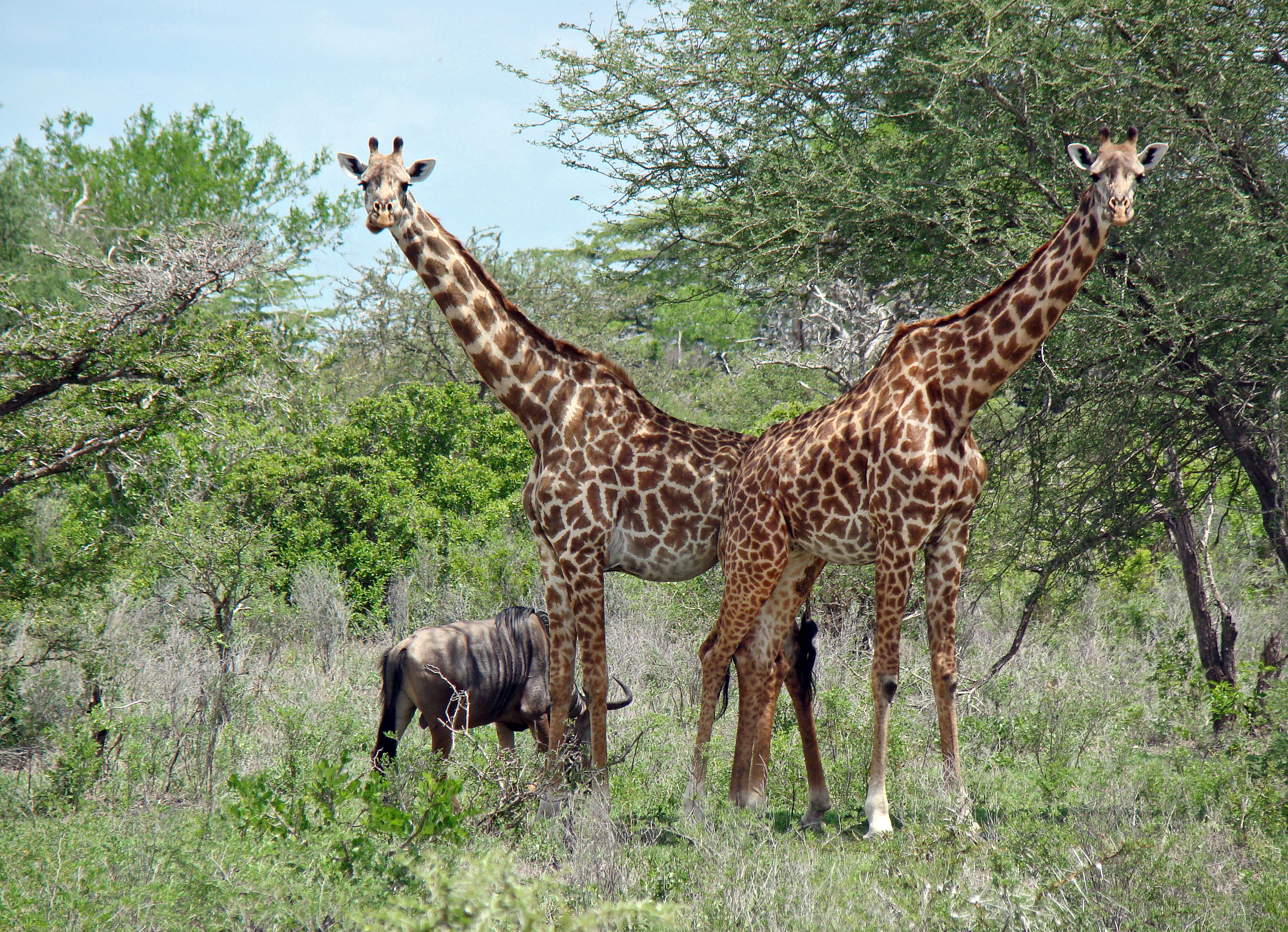
Żyrafy i gnu w Selous
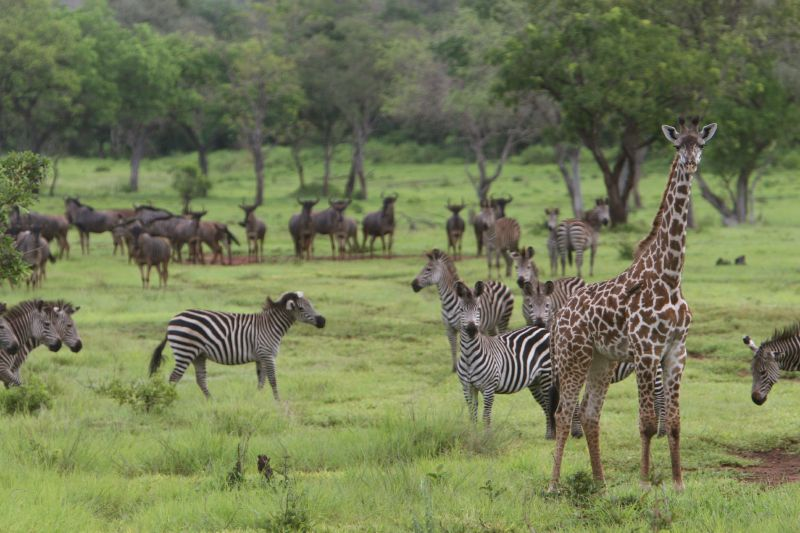
Zwierzęta w Selous
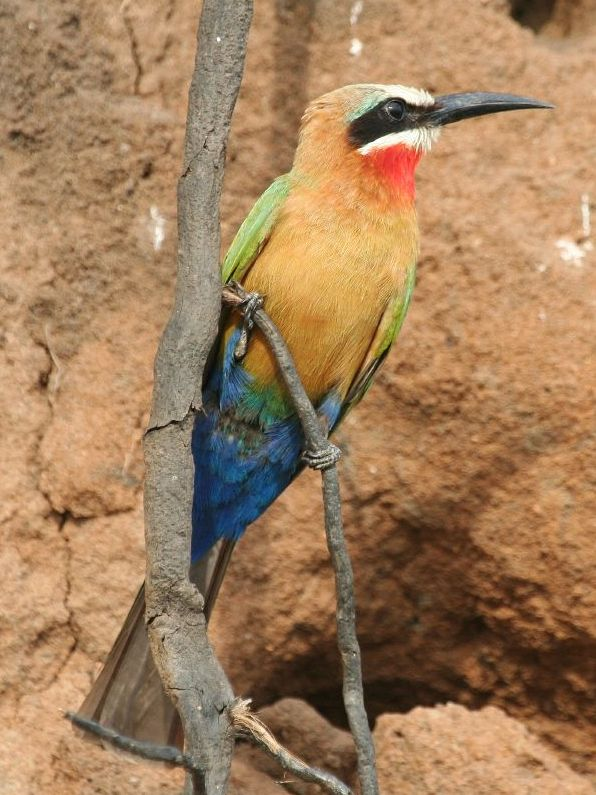
Żołna białoczelna w Selous
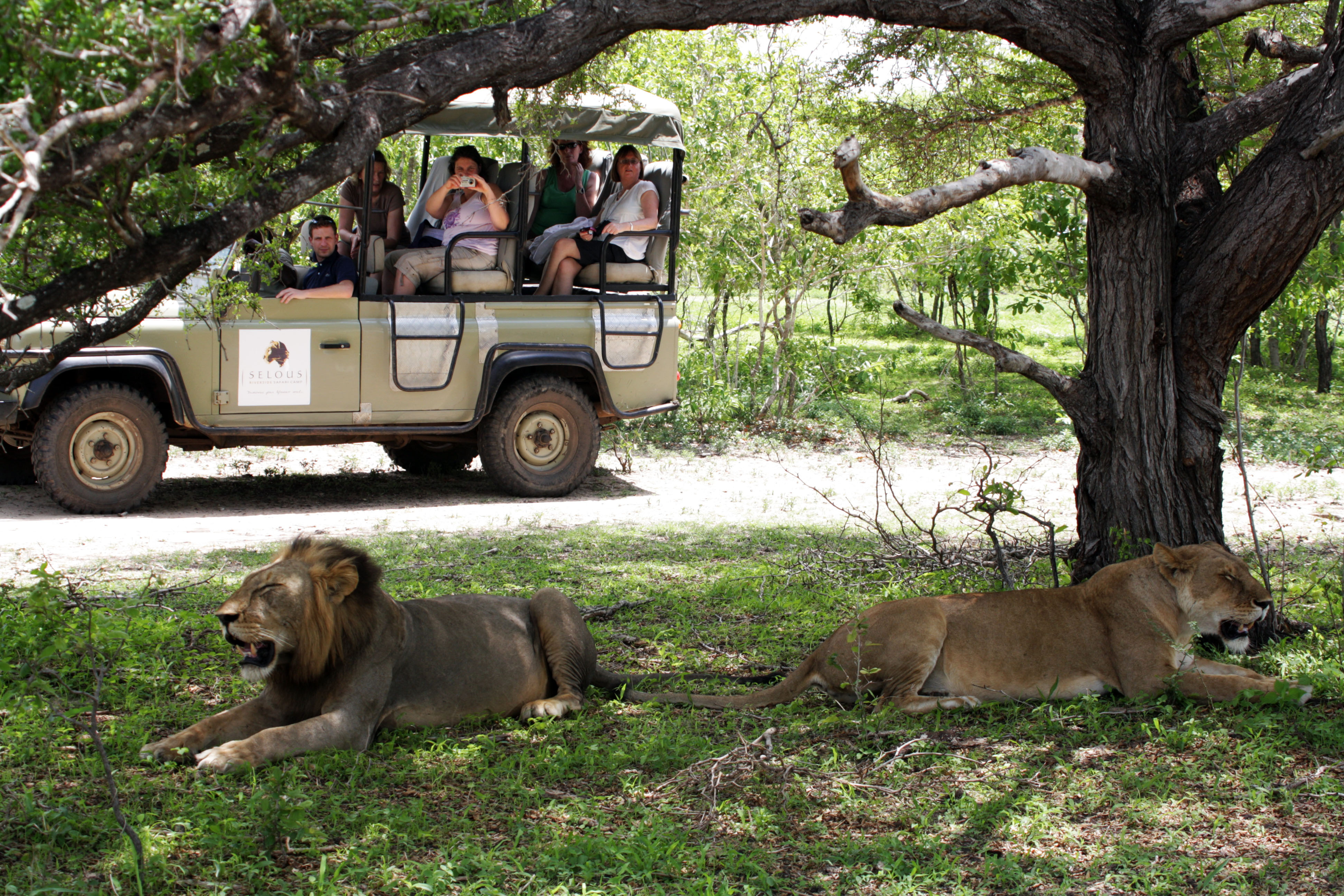
Turyści oglądający lwy afrykańskie w Selous
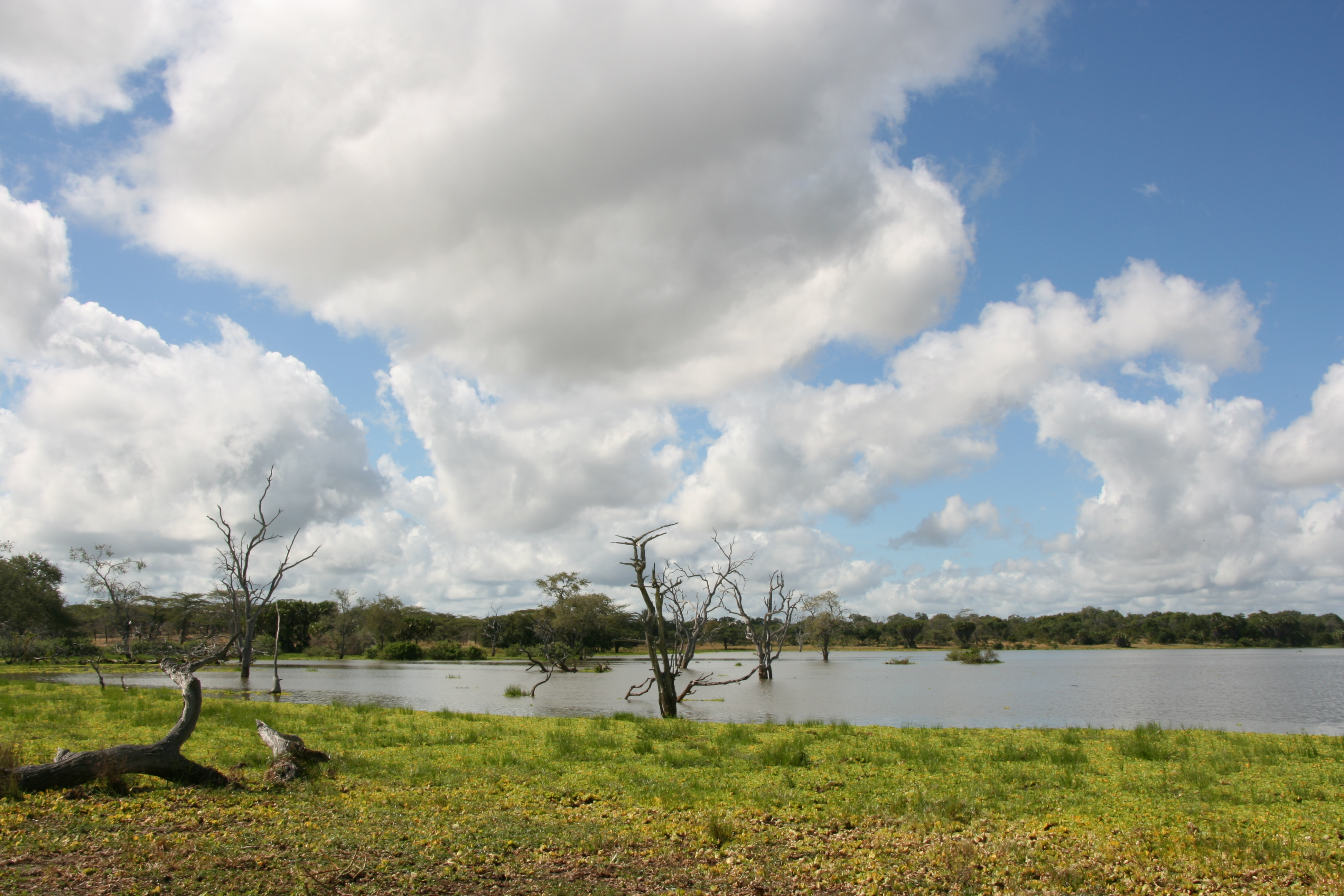
Jezioro w Selous
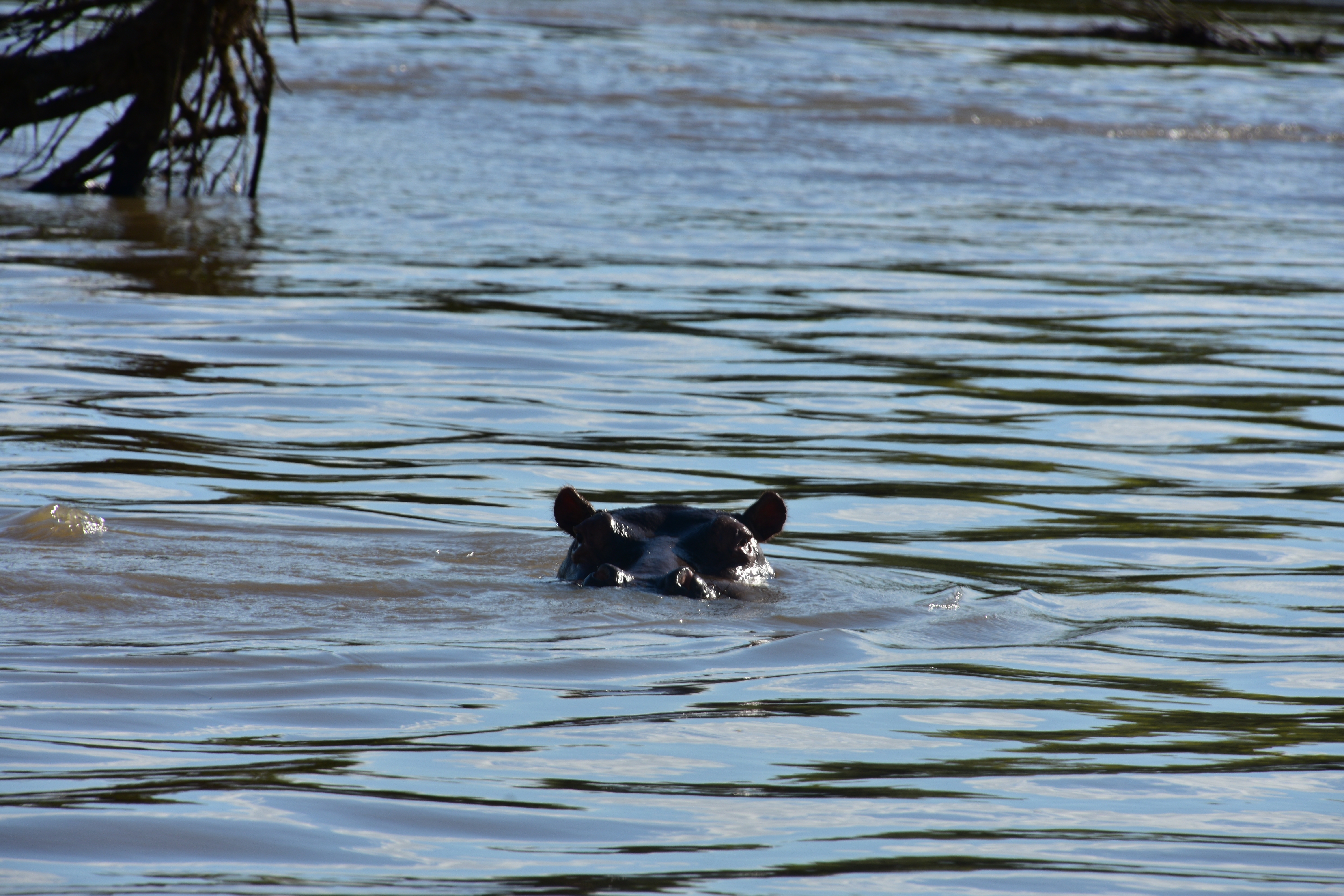
Hipopotam w rzece w Selous
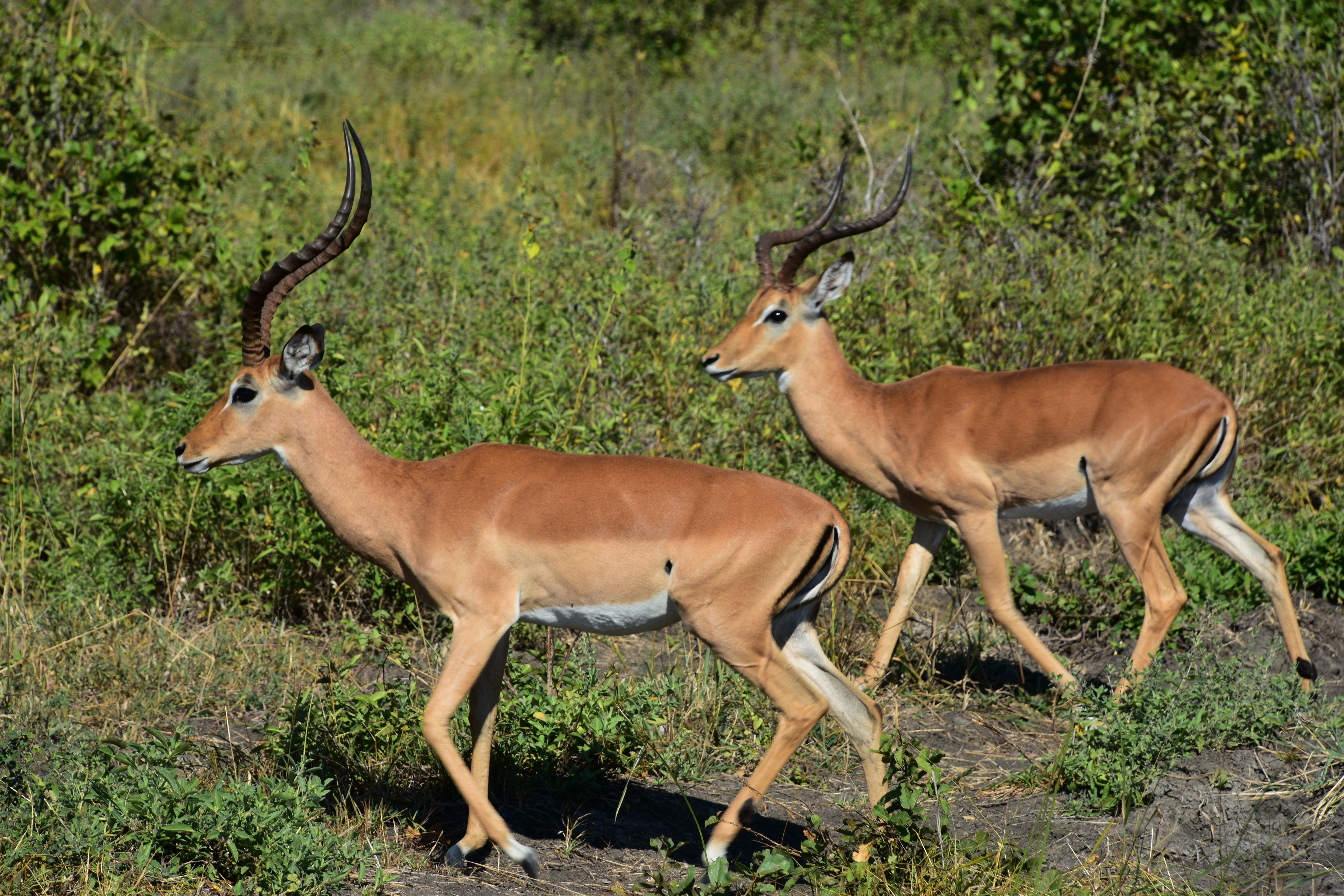
Impale zwyczajne w Selous
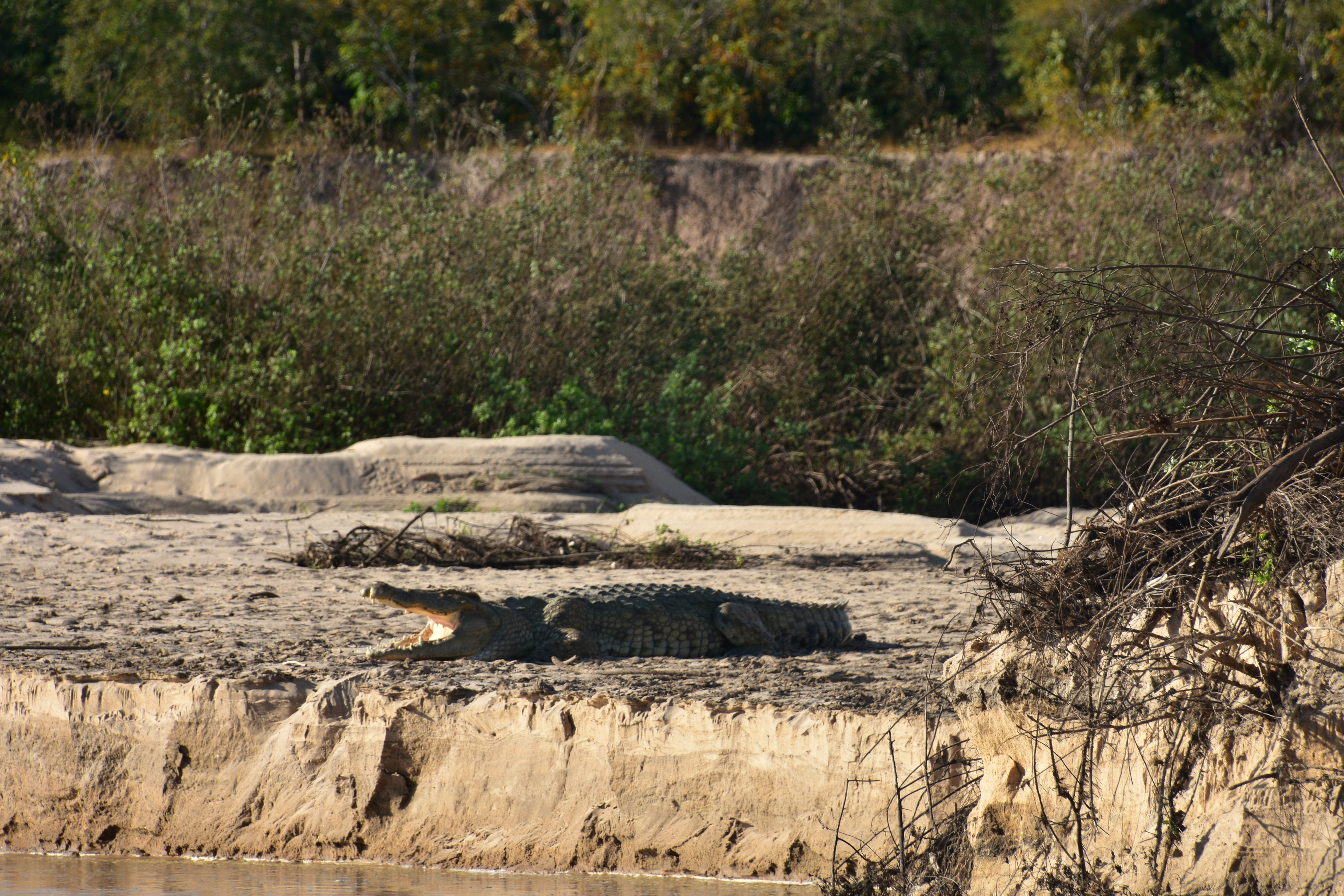
Krokodyle w Selous
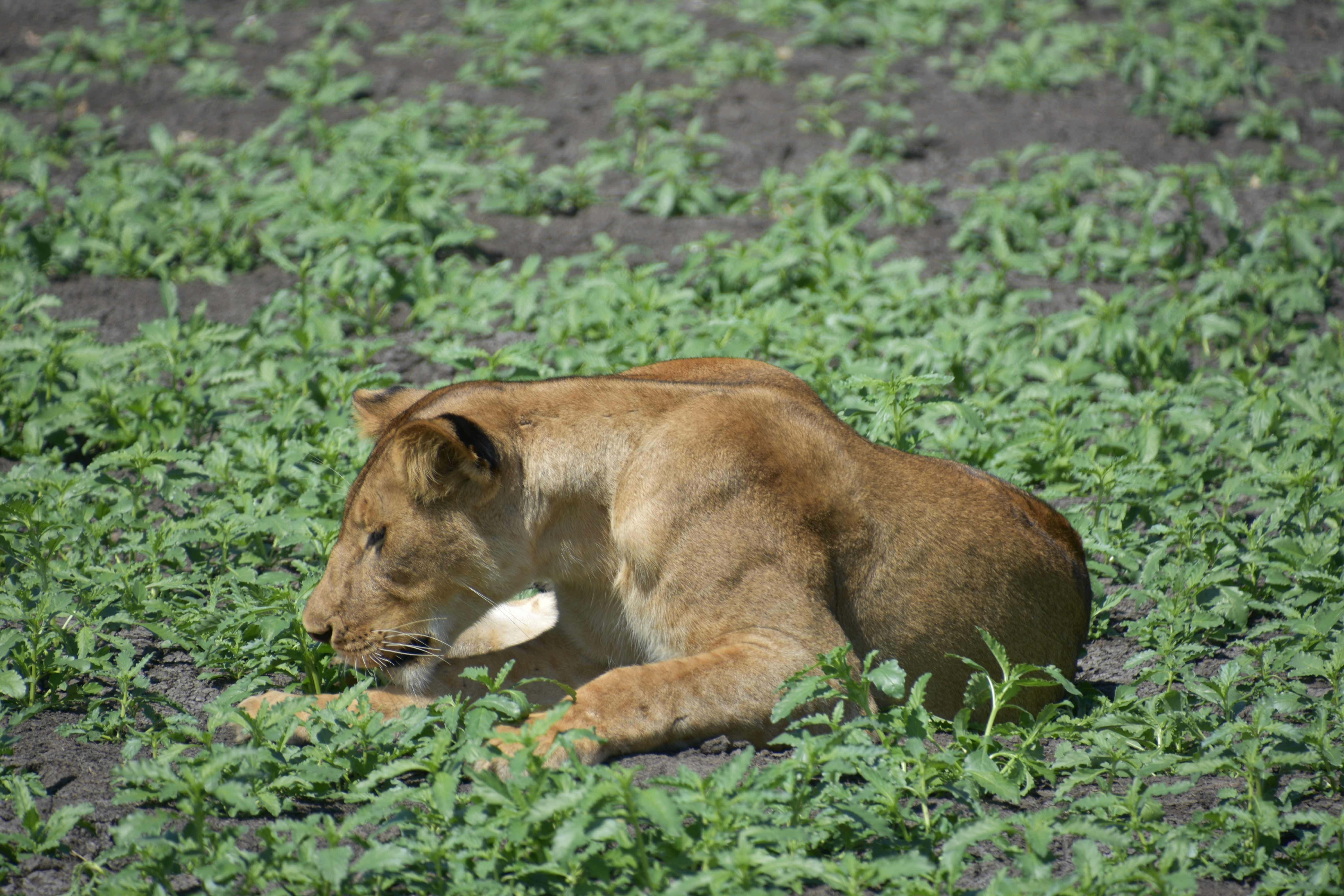
Lwy Afrykańskie w Selous
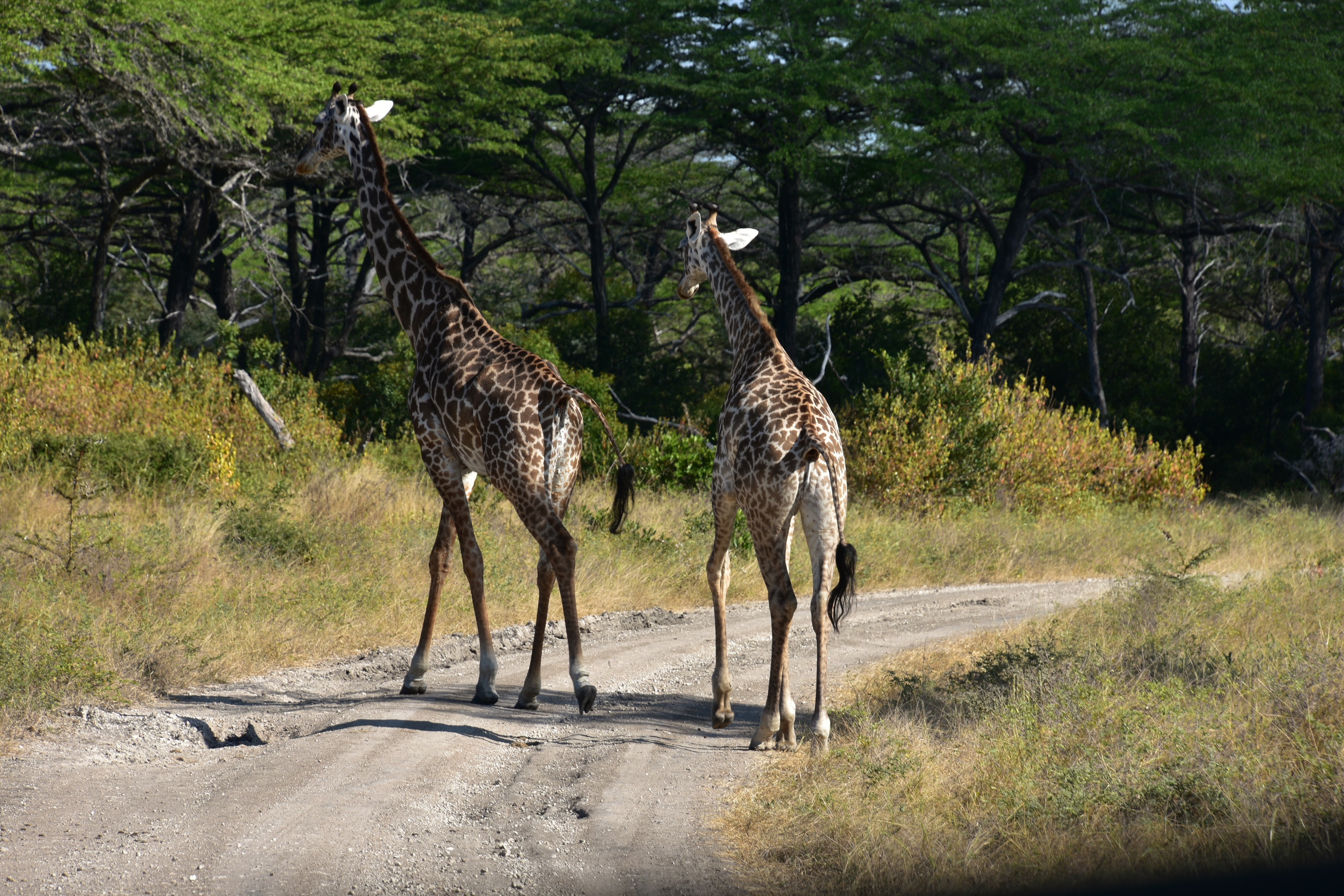
Żyrafy w Selous
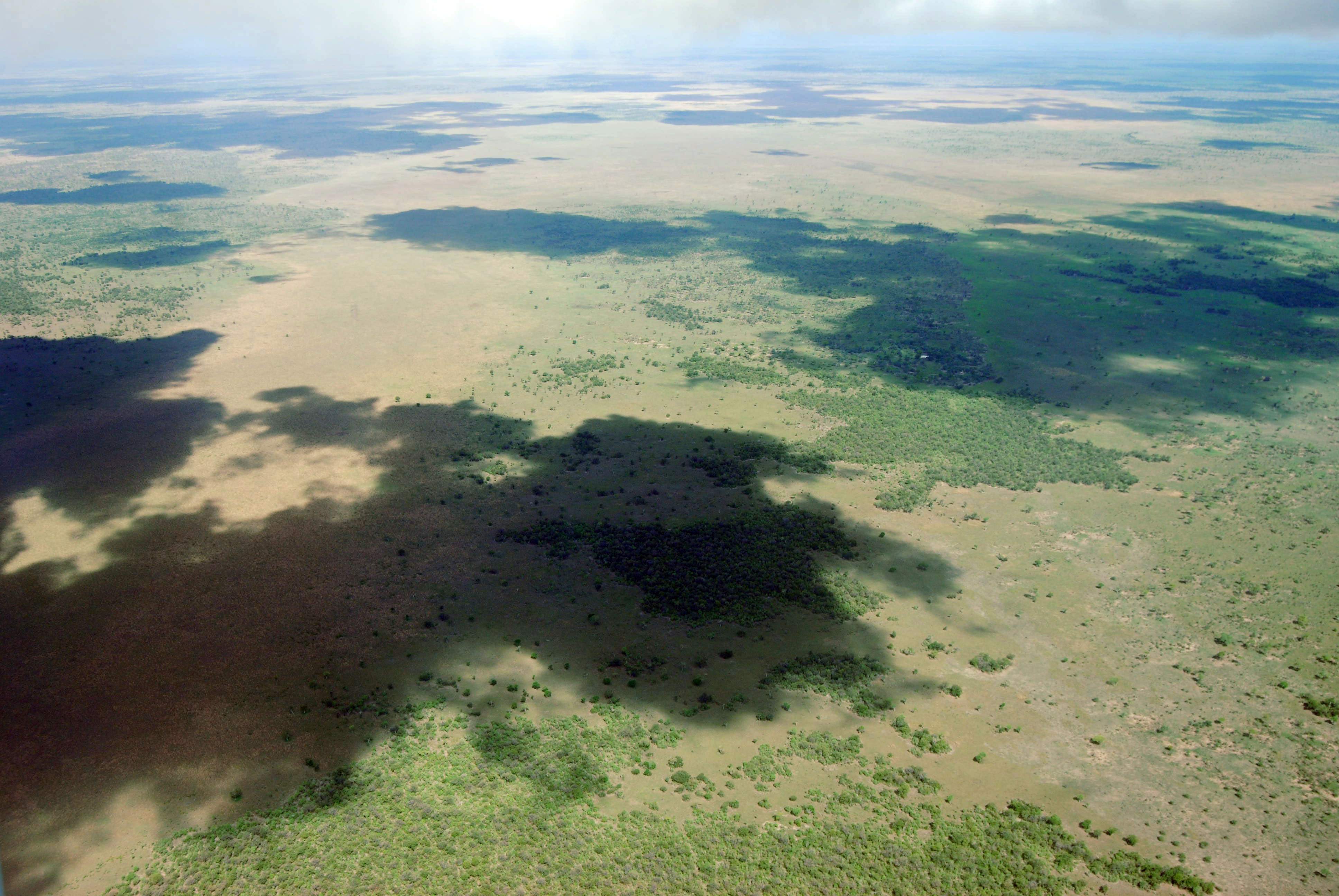
Zdjęcie Selous z lotu ptaka
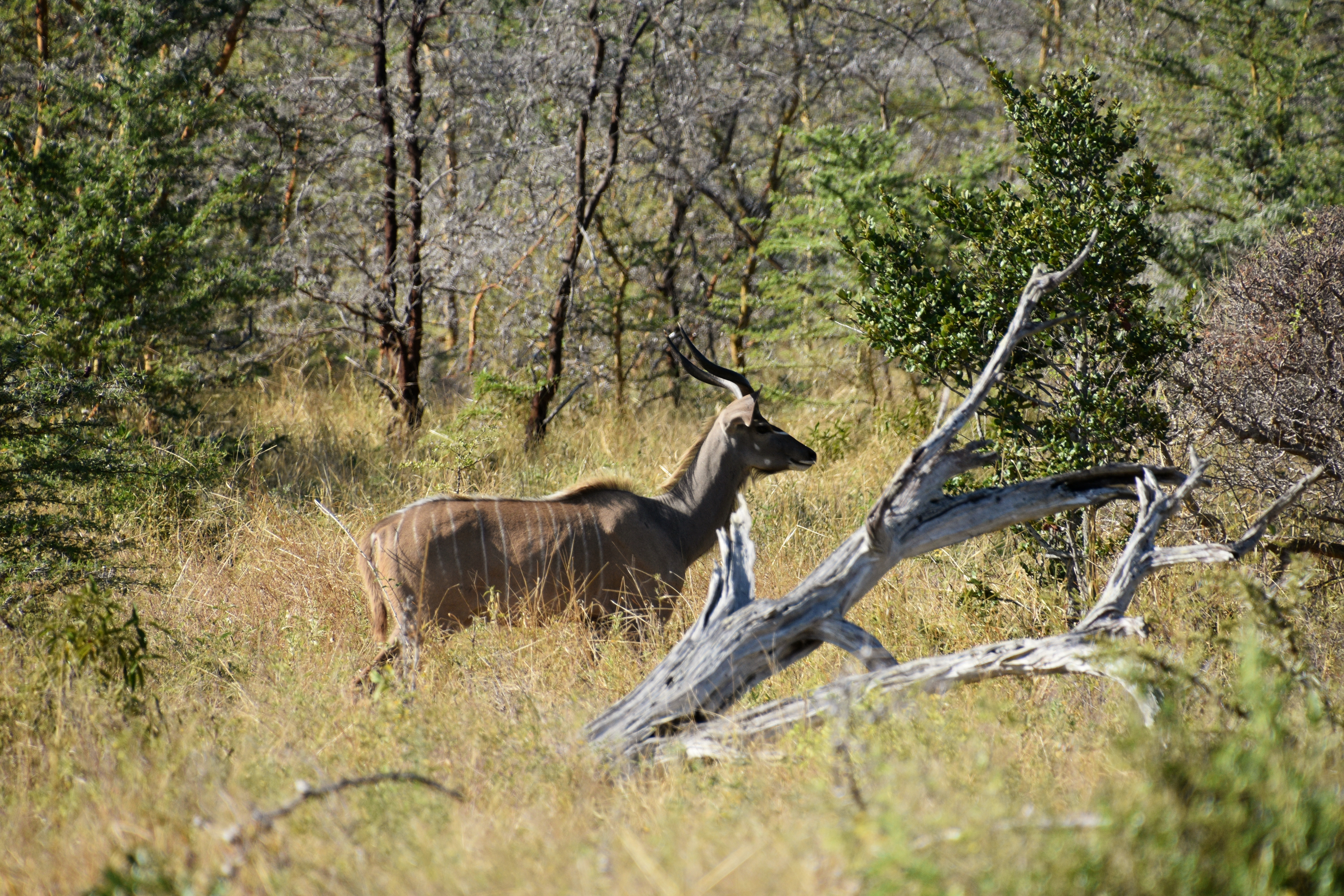
Antylopa kudu w Selous
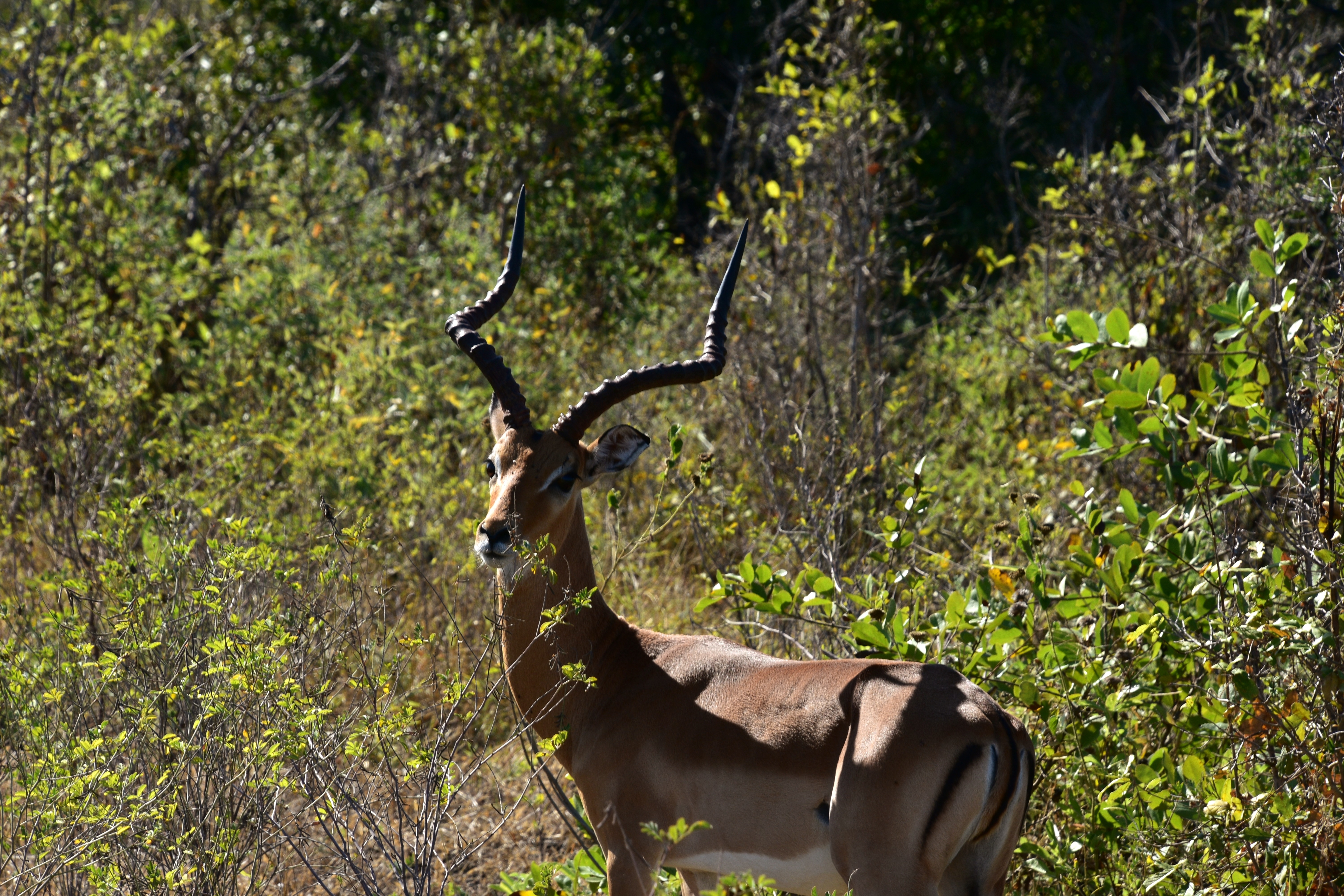
Impala zwyczajna w Selous
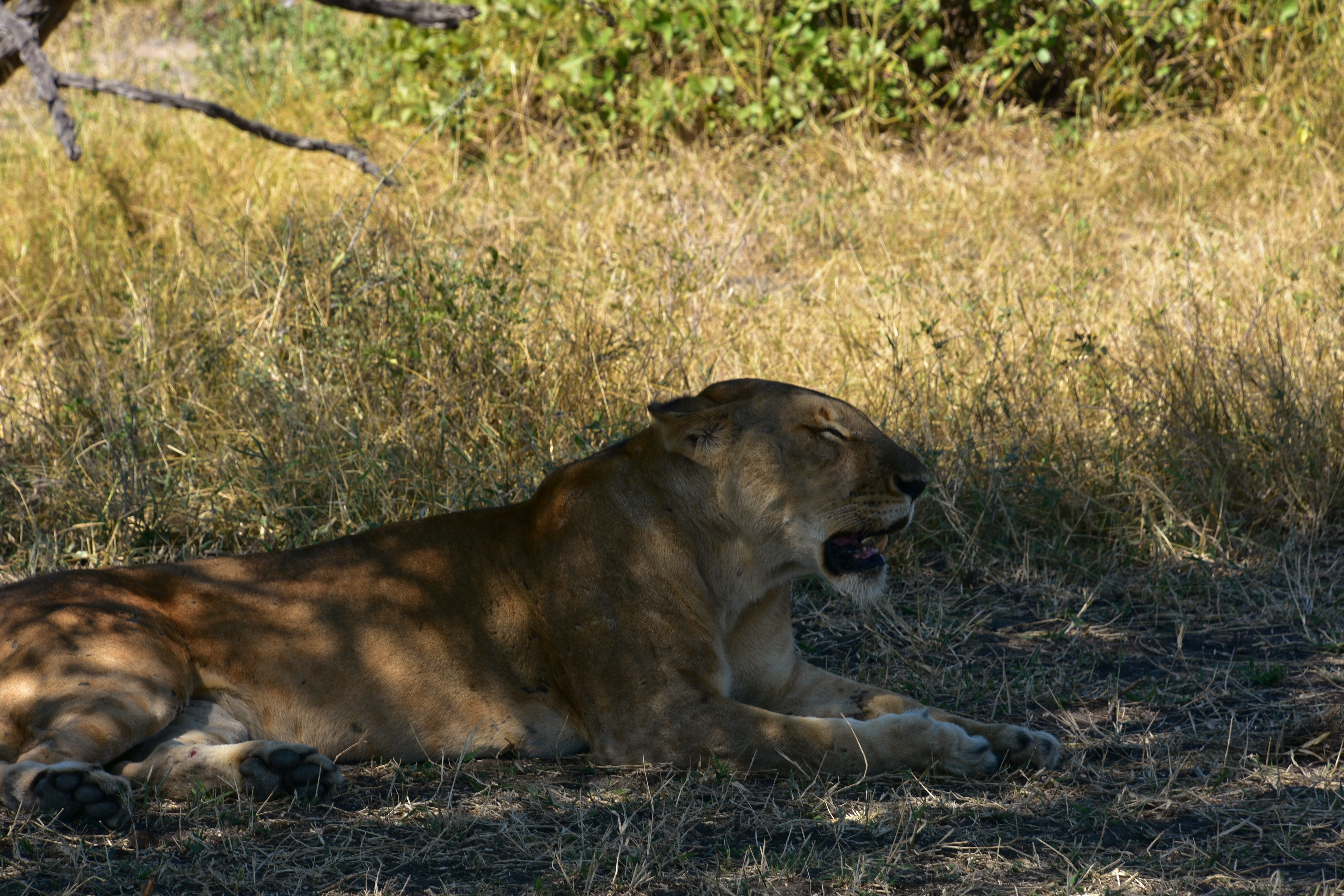
Samica lwa afrykańskiego w Selous
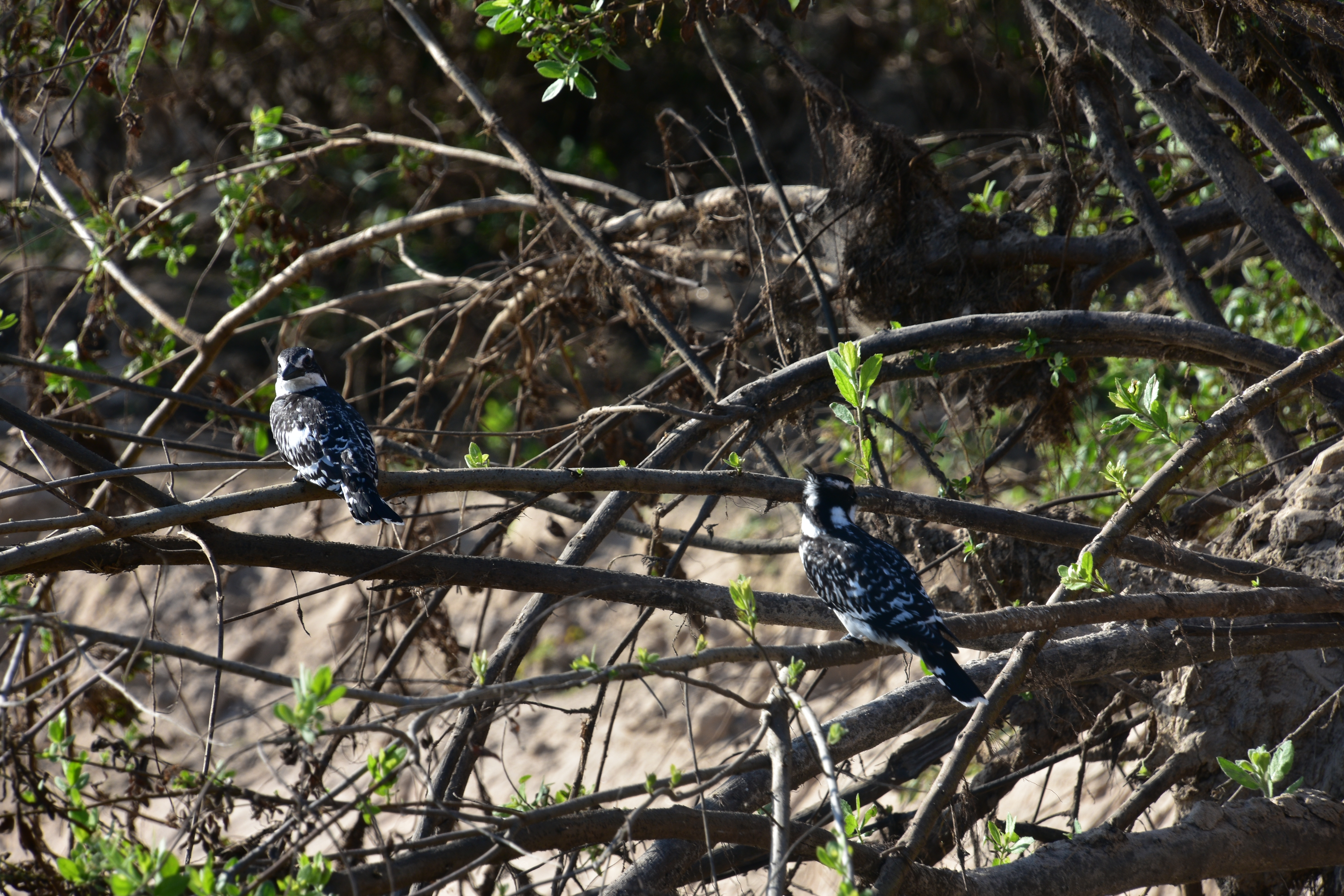
Rybaczki srokate w Selous
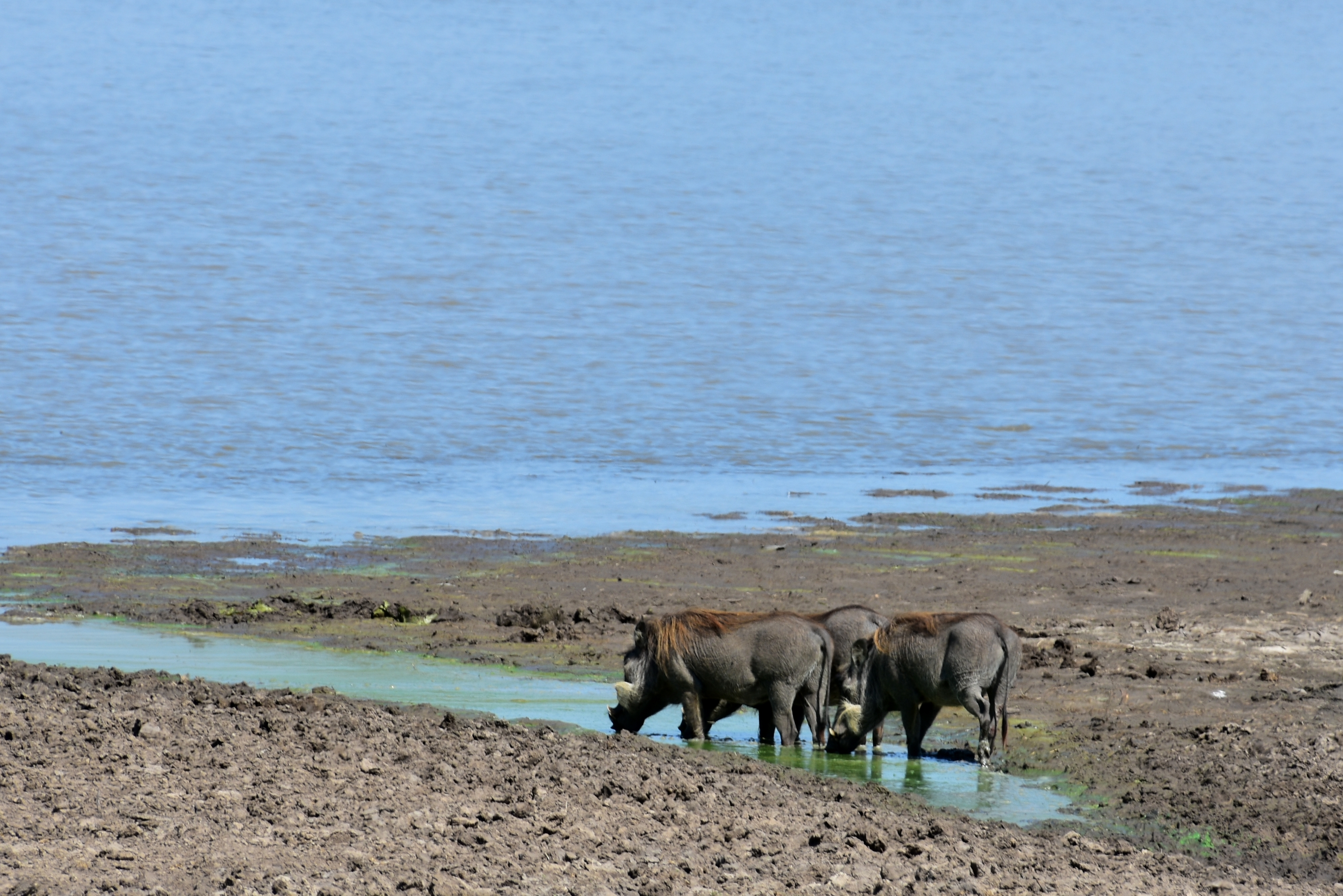
Guźce w Selous
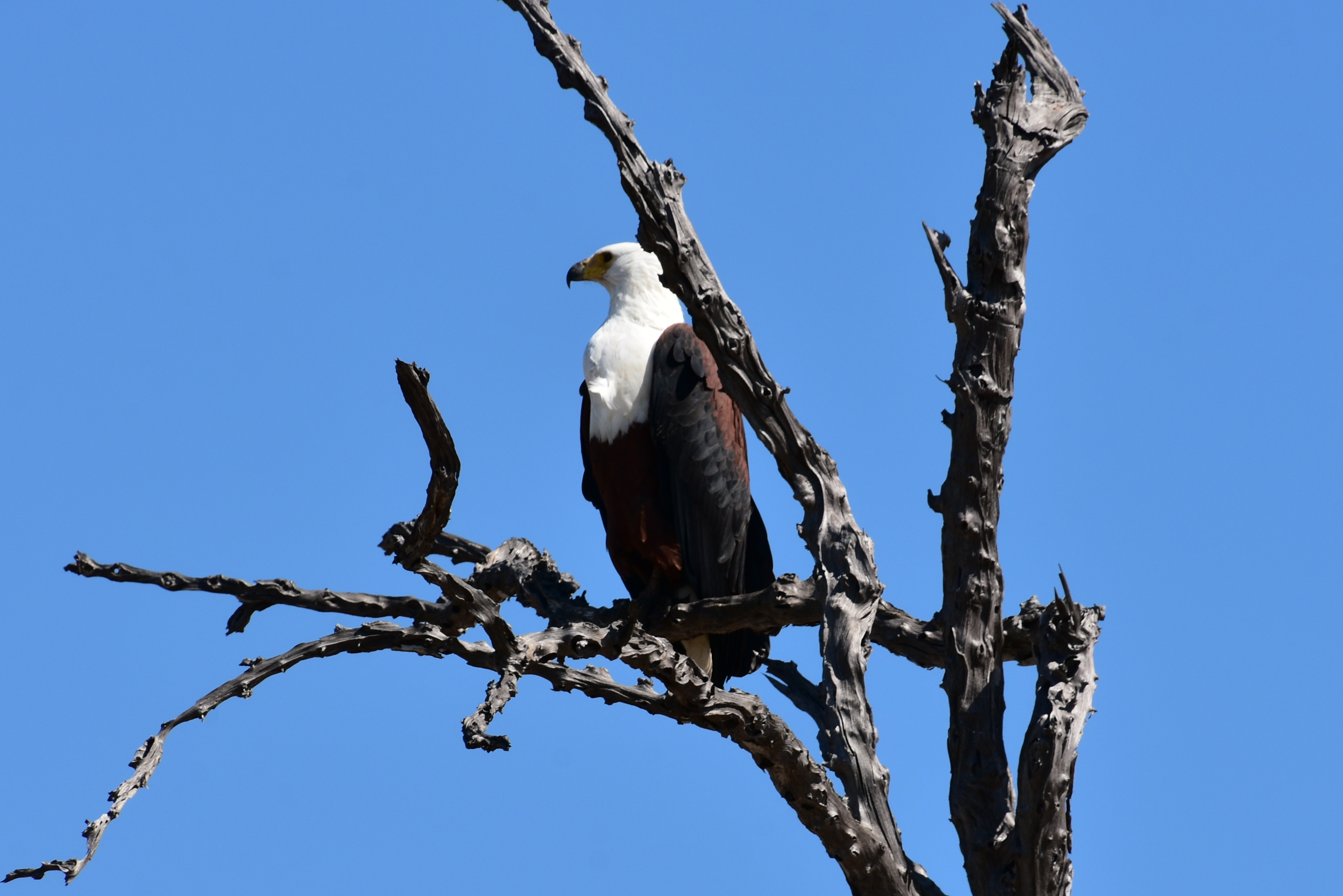
Bielik afrykański w Selous